# AEG-Hubschrauber
Der AEG-Hubschrauber war das Projekt einer gefesselten Hubschrauber-Plattform, das im Zweiten Weltkrieg von der AEG im Auftrag der Wehrmacht entwickelt wurde.

## Geschichte
1933 entwickelte AEG nach dem Entwurf von R. Schmidt eine elektrisch angetriebene Hubschrauberplattform für Aufklärungszwecke, die als gefesselte Beobachtungsplattform zur Artilleriebeobachtung und als Langwellen-Antennenträger geplant war. Die erste Version sollte als mobile Sende- und Empfangseinheit im Langwellenfrequenzbereich für den Funkverkehr mit getauchten U-Booten dienen und mobil einsetzbar sein. Zusätzlich sollte der nicht freifliegende Hubschrauber eine Aussichtskabine für einen Beobachter tragen.
Der Hubschrauber wurde mit einem Koaxialrotor versehen, bei dem zwei gegenläufig drehende Hauptrotoren übereinander in einer Drehachse mit unterschiedlichen Rotordurchmessern angeordnet waren. Der obere Rotor mit rund 7,2 m Durchmesser war der größere. Der Antrieb erfolgte durch einen 50-PS-Drehstrommotor. Der Hubschrauber wurde auf einem Lastkraftwagen transportiert, der auch das Fesselgeschirr, die Seilwinde, die Generatoren sowie die Regelung zur Spannungsversorgung und Steuerung des Hubschraubermotors und die Sende- und Empfangsanlage trug. Die Stromversorgung erfolgte über drei flexible Kabel, die gleichzeitig als Fesselseile dienten. Diese waren unter einem Winkel von 120° an Auslegerarmen befestigt und am Boden auf Seilwinden aufgerollt. Die Kabellänge war für eine Aufstiegshöhe von 1000 Metern vorgesehen. Der Elektromotor zum Antrieb war bei dem Versuchsmuster unterhalb der Befestigungsebenen der Kabel angeordnet und sollte gleichzeitig als Pendel zur Stabilisierung der Fluglage beitragen.
Die Flugerprobungen wurde 1939, auf Grund der fehlenden Hubkraft und der daraus resultierende Fluginstabilität des Hubschraubers abgebrochen. Ein AEG-Betrieb in Crottendorf (Erzgebirge) beschäftigte sich mit der Entwicklung von Gasturbinen, die in diesem Projekt verwendet werden sollten, da AEG auch freifliegende Hubschrauber bauen wollte, die Hubschrauberentwicklung wurde jedoch nicht weiter aufgegriffen. Das Gasturbinen-Projekt wurde aufgegeben.
1940 wurde das Fesselflug-Projekt auf Drängen der Wehrmacht erneut aufgegriffen. Die geänderte Version hatte nun für beide Rotoren gleich lange Rotorblätter. Man versuchte auch unterschiedliche Rotordurchmesser. Die Leistung des Elektromotors wurde auf 100 PS bei 310 Rotorumdrehungen je Minute und zuletzt auf 200 PS bei 450 min−1 gesteigert. Somit konnte die ursprüngliche Hubkraft von 450 kg auf 1250 kg verbessert werden. Dieser Prototyp erreichte eine Höhe von 800 Metern bei einem Rotordurchmesser von 10 m. Zum praktischen Einsatz kam der AEG-Hubschrauber nicht. Der genaue Zeitpunkt, wann dieses Projekt eingestellt wurde, ist nicht bekannt.